# Fondation Jérôme-Lejeune
La Fondation Jérôme Lejeune, parfois simplement appelée Fondation Lejeune, est une fondation française conservatrice, qui revendique poursuivre les travaux du généticien Jérôme Lejeune, soutenant notamment la recherche sur la trisomie 21.
La fondation, d'inspiration chrétienne, est par ailleurs l'une des principales associations du mouvement pro-vie en France, militant contre l'Interruption volontaire de grossesse (IVG), ou l'euthanasie.

## Création
La Fondation Jérôme Lejeune est créée le 25 mars 1995 par l'association « Les amis du professeur Lejeune », parmi les objets de laquelle figure « la défense de la vie humaine de son premier instant à son terme ».
La fondation obtient le statut de reconnaissance d'utilité publique en temps record, le 21 mars 1996. Toutefois, la lutte contre le droit à l'IVG de Jérôme Lejeune et la célérité record d'obtention de la reconnaissance d'utilité publique soulèvent alors des interrogations.
L'un des fondateurs de l'association « les amis du professeur Lejeune », qui crée la fondation est alors Hervé Gaymard, secrétaire d'État à la santé et à la Sécurité sociale, comme son épouse, Clara Lejeune-Gaymard, fille de Jérôme Lejeune. Celle-ci est aussi membre fondatrice de la Fondation et ancienne directrice de cabinet de Colette Codaccioni, lorsque cette dernière était ministre de la solidarité entre les générations, dans le premier gouvernement d'Alain Juppé. Toutefois, Jean-Marie Le Méné, membre fondateur de la Fondation, conseiller référendaire à la Cour des comptes et beau-frère de Clara Lejeune-Gaymard réfute toute collusion entre la fondation et le gouvernement.

## Financement
La fondation déclare en 2020 un budget global de 11 508 000 euros provenant majoritairement de donations et legs.

## Recherche scientifique
La Fondation Jérôme Lejeune effectue des programmes de recherche en lien avec  l'institut Jérôme Lejeune, centre spécialisé dans la trisomie 21 et les déficiences intellectuelles d’origine génétique.
Les recherches soutenues concernent tous les aspects médicaux, l'épidémiologie, la génétique et les pistes médicamenteuses sur les aspects cognitifs,, notamment lié au vieillissement des patients, ou le traitement de divers symptômes comme l’apnée du sommeil qui touche 30 à 50% des enfants porteurs de trisomie 21.
Néanmoins, la Fondation soutient aussi des actions contre d'autres types de recherches. En 2017, des scientifiques comprenant des membres de l'Académie des Sciences et du Collège de France demandent ainsi le retrait de la reconnaissance d'utilité publique de la fondation en relevant que celle-ci a attaqué la quasi-totalité des autorisations délivrées par l'Agence de la biomédecine et qu'elle organise aussi les marches contre l'interruption volontaire de grossesse (IVG) à Paris et s'est impliquée dans les élections primaires de la droite.
En 2024, Le Monde indique encore qu'elle entrave régulièrement la recherche française en particulier dans les travaux sur les embryons humains.

## Consultations médicales
En 1997, la fondation créé l’Institut Jérôme Lejeune, premier centre médical européen spécialisé dans le suivi des patients porteurs de trisomie 21 ou d’autres déficiences intellectuelles d’origine génétique

## Communication et prises de position
La Fondation Lejeune prend position pour défendre les personnes porteuses de trisomie 21 et est connue pour ses positions défavorables à toute intervention sur le vivant. Elle est qualifiée de « conservatrice » voire d'« ultraconservatrice » par plusieurs médias,.

### Campagne publicitaire
Pour la Journée mondiale de la trisomie 21, le 21 mars 2014, elle participe au lancement de la vidéo Dear Future Mom, message adressé aux futures mamans d'enfants atteints de trisomie avec différentes associations.
Lors de la fête des pères, une autre vidéo, Mon papa, est diffusée par la fondation. La vidéo, qui traite de la relation entre un enfant trisomique et son père, atteint plus de 250 000 vues,.
La fondation participe chaque année à la « Course des héros », événement qui rassemble des sportifs venus courir pour une cause qui leur est chère. En 2018, plus de 1 000 participants participent au semi-marathon de Paris en courant pour la fondation Lejeune.
La fondation Lejeune collabore avec Clotilde Noël, mère de la petite Marie, porteuse de trisomie 21, et autrice du livre Tombée du nid et de l’association du même nom,.

### Prises de positions
La fondation Lejeune milite contre l'avortement ou soutient des associations anti-IVG comme La Marche pour la vie,.
La fondation entretient des liens étroits avec La Manif pour tous, dont elle partage les idées contre le mariage et l'adoption pour les couples de même sexe, elle fait en effet partie de ses partenaires officiels. La présidente de ce collectif d'associations, Ludovine de La Rochère, a été responsable de la communication à la fondation.

### Recours auprès de l'agence de bioéthique
La Fondation Lejeune intente régulièrement des recours contentieux, une faible minorité aboutissent.
En 2017, elle avait depuis sa création déposé 40 recours contre des autorisations délivrées par l'Agence de la biomédecine, soit la quasi-totalité des autorisations du domaine de recherche sur les embryons. En 2021, sur les 50 recours déposés, 35 sont déjà purgés, parmi lesquels trois annulations de protocole ont été ordonnées par le juge administratif.
En 2022, 59 recours avaient été intentés, parmi lesquels 15 sont encore en cours, dont un devant le Conseil d'État.

## Opus Dei
Selon Peter Hertel, la fondation Jérôme-Lejeune est une association proche de l'institution catholique de l'Opus Dei. Le président actuel de la fondation, Jean-Marie Le Méné, est lui-même considéré par Michel Dufourt comme un proche de l'Opus Dei, tandis que Jérôme Lejeune était membre de cette organisation,.

## Controverses
En 2013, Act Up-Paris asperge les locaux de la Fondation Lejeune de faux sang, pour protester contre « l'homophobie » de la chargée de communication de la Fondation à l'époque, Ludovine de La Rochère.
En 2016, un fascicule anti-IVG édité par l'association est diffusé dans un lycée privé catholique de l’académie de Montpellier. Laurence Rossignol, la ministre de la Famille, de l’Enfance et des Droits des Femmes indique qu'il s'agit d'un document de propagande qu'il importe de dénoncer et de démasquer,. Danielle Gaudry, ancienne responsable de la commission avortement au planning familial qui avait qualifié ce fascicule de « manuel de manipulation », est attaquée en diffamation par la Fondation, puis relaxée.
En mars 2017, dans une tribune publiée par le quotidien Le Monde, 146 scientifiques s'élèvent contre les prises de position de la fondation contre les recherches sur l'embryon et l'avortement,. Ils dénoncent « l'activisme judiciaire » et les « déclarations caricaturales » de la fondation. Ces recours contentieux continus contre la recherche sur les embryons pousse les scientifiques à créer la Société française de recherche sur les cellules souches.
En mai 2019, la presse révèle que la fondation Lejeune soutient financièrement les avocats des parents de Vincent Lambert à hauteur de « 100 000 euros annuels ».
Par un arrêt du 20 décembre 2019, la Fondation Lejeune et La Manif pour tous doivent verser à la société protectrice des animaux (SPA) 15 000 € de dommages et intérêts pour parasitisme d'une campagne de cette dernière.
En janvier 2021, Télérama estime que la Fondation Jérôme Lejeune « s’évertue à amoindrir le rôle de Marthe Gautier » dans la découverte du chromosome surnuméraire chez les personnes atteintes de trisomie 21, et qu'elle contribuerait ainsi à un effet Matilda vis-à-vis de Marthe Gautier.